# 和田昭允
和田 昭允（わだ あきよし、1929年（昭和4年）6月28日 - ）は、日本の生物物理学者。東京大学名誉教授。 理化学研究所名誉研究員。お茶の水女子大学名誉学友。紫綬褒章・勲二等瑞宝章受章。
現在：横浜サイエンスフロンティア高等学校スーパーアドバイザー。学校法人順正学園理事、伊藤科学振興会理事、グルー・バンクロフト基金評議員、かずさDNA研究所評議員、ロッテ財団評議員。
東京府赤坂生まれ。和田小六・春子の長男、木戸孝允の義理の曾孫、山尾庸三の曾孫、吉川重吉の孫、木戸幸一の甥、都留重人の義弟。妻・幸子（さちこ　1937年（昭和12年）7月21日 - 2014年（平成26年）5月2日、76歳没）は元・延岡藩主内藤政挙の孫。長男の和田昭久は日本電気シニアエキスパート、NECドローン開発者。次男の和田昭英は神戸大学教授。

## 主な業績
生命現象の諸過程における“物理”の側面を切り出し、生命の分子過程の物理的意味（役割）の発見・解明を目的として、生物物理学の研究を推進した。
- 溶液におけるDNA二重螺旋構造の存在証明。
- ポリペプチドのα-ヘリックスの巨大電気双極子モーメントの発見。
- 球状蛋白質の電荷分布にみられる一般則の発見。
- 球状蛋白質の電荷分布と機能との相関の発見。
- 球状蛋白質のフォールディングの中間状態としての“モルテン・グロビュール”状態の発見と命名。
- DNAのヘリックス-コイル転移の微細構造（多段階転移）の発見。
- DNA二重螺旋上の強度分布と遺伝子分布との相関の発見。
- DNAの塩基配列を支配している一般則の解明。
- 高分子の内部運動測定のための動的光散乱法の開発、特に前方偏光解消法の開発。
- バイオリアクターの基盤開発（科学技術庁）：酵素機能の高度利用のための、自動化された酵素反応回路の開発。
- DNAの塩基配列の高速自動解析（科学技術庁）：今後の遺伝情報大量解析を予想して、解析過程の自動化の推進。
- ヒューマン・フロンティア・サイエンス・プログラム（科学技術庁、通産省）の推進とその基本哲学の確立。
- 理化学研究所ゲノム科学総合研究センターの創立と経営。
- 横浜市立サイエンスフロンティア高等学校の創立。

- その他
  - 小谷正雄、大沢文夫に協力して日本生物物理学会を設立
  - council member として国際純正応用生物物理学連盟(IUPAB)を6年間運営。
  - 東京大学の理学部長として、理学院構想を立ちあげ
  - 理学部長として TISN (Todai International Science Network) の建設を指導。
  - 日本学術会議会員および第4部長として、日本の科学技術政策推進に協力。
- 「時空計算尺ガリバー」（国立科学博物館のミュージアムショップで販売）を発明。
  - 木戸孝允の油彩肖像画（現存する3点のうちの1点で、1878年（明治11年）イタリアのローマでレオポルド・ヴィターリ描く）をお茶の水女子大学に寄贈。（2008年（平成20年））[2]。

## 略歴

### 学歴
東洋英和幼稚園・学習院初等科・中等科・高等科（旧制）を経て、1952年（昭和27年）3月に東京大学理学部化学科を卒業。1959年（昭和34年）12月に理学博士（東京大学）（論文タイトルは『溶液中における高分子の構造と変形に関する研究』）。

### 職歴
- 1952年（昭和27年）9月 - 東京大学理学部化学科助手
- 1954年（昭和29年）6月 - ハーバード大学博士研究員（1956年11月まで）
- 1956年（昭和31年）11月 - お茶の水女子大学理学部化学科講師
- 1960年（昭和35年）5月 - お茶の水女子大学理学部化学科助教授
- 1962年（昭和37年）4月 - 東京大学理学部物理学科講師
- 1963年（昭和38年）12月 - 東京大学理学部物理学科助教授
- 1971年（昭和46年）12月 - 東京大学理学部物理学科教授
- 1986年（昭和61年）4月 - 長岡技術科学大学教授併任（1988年3月まで）
- 1988年（昭和63年）4月 - 東京大学評議員
- 1989年（平成元年）4月 - 東京大学理学部長（1990年3月まで)
- 1990年（平成2年） - 東京大学退官、名誉教授[4]

#### 学外における役職
- 日本学術会議 15・16・17期第4部会員（1991年（平成3年）7月 - 2000年（平成12年）7月)
- 日本学術会議 17期第4部長（1997年（平成9年）7月 - 2000年（平成12年）7月）
- 相模中央化学研究所 理事（1990年（平成2年）4月 - 2001年（平成13年）12月）
- かずさDNA研究所 理事（1991年（平成3年） -　2012年（平成24年））
- 新世代研究所 副理事長（1989年（昭和64年/平成元年） - 2003年（平成15年））
- 新世代研究所最高顧問 （2003年（平成15年） - ）
- 伊藤科学振興会評議員（1998年（平成10年） - 2011年（平成23年））
- 理化学研究所ゲノム科学総合研究センター 所長（1998年（平成10年）10月 - 2004年（平成16年）3月）
- ネスレ科学振興会 理事長（1993年（平成5年） - 2004年（平成16年））
- アフィメトリクス・ジャパン 顧問（2005年（平成17年）3月 - 2007年（平成19年）9月）
- 未来工学研究所 評議員（1999年（平成11年） - 2012年（平成24年））
- 未踏科学技術協会 理事（2003年（平成15年） - 2012年（平成24年））
- 未踏科学技術協会 ｢生命を測る研究会」会長（2003年（平成15年） - 2012年（平成24年））
- 東京倶楽部 理事（1997年（平成9年） - 2009年（平成21年））
- 理化学研究所ゲノム科学総合研究センター 特別顧問（2004年（平成16年）4月 - 2008年（平成20年）3月）
- 理化学研究所 研究顧問（2008年（平成20年）4月 - 2016年（平成28年）3月）
- 理化学研究所ゲノム科学総合研究組織 組織長（2008年（平成20年）4月 - 2012年（平成24年）3月）
- 横浜市青少年育成協会 副理事長（2004年（平成16年）4月 - 2011年（平成23年）4月）
- 同協会「はまぎんこども宇宙科学館」館長（2004年（平成16年）4月 - 2011年（平成23年）4月）
- 東京理科大学 特別顧問（2004年（平成16年）4月 - 2013年（平成25年）3月）
- 順正学園 顧問（2004年（平成16年）4月 -　2012年（平成24年）3月）
- お茶の水女子大学学外 理事（2005年（平成17年）4月 - 2009年（平成21年）3月）
- 日本学術会議 連携会員（2006年（平成18年）4月 -　2010年（平成22年）3月）
- 日本禁煙科学会 顧問（2006年（平成18年）5月 - ）
- 横浜市立横浜サイエンスフロンティア高等学校 常任スーパーアドバイザー（2006年（平成18年）4月 - 2019年（平成31年）3月）
- Buehler 顧問（2007年（平成19年）9月 - 2014年（平成26年））
- 順正学園 理事（2008年（平成20年）6月 - ）
- 2009年ネイチャーメンター賞 審査委員長（2009年（平成21年））
- 高松宮妃癌研究基金　評議員選定委員会委員 （2009年（平成21年））
- よこはまユース顧問（2011年（平成23年）4月 - ）
- [伊藤科学振興会]理事（2011年（平成23年） - ）
- [順正学園] 相談役（2012年（平成24年）4月　- ）
- グルー・バンクロフト基金　評議員（2012年（平成24年）4月 - ）
- [かずさDNA研究所] 評議員（2012年（平成24年） - ）
- [ロッテ財団　評議員] （2012年（平成24年）4月 - ）
- 国際生物学オリンピック2020組織委員会　委員（2016年（平成28年）5月 - ）[5]

## 受賞
- ΣΞ Award, Harvard Chapter, USA（1956年（昭和31年））
- 進歩賞（日本化学会、1961年（昭和36年））
- 松永賞（松永記念科学振興財団、1971年（昭和46年））
- 島津賞（島津科学技術振興財団、1983年（昭和58年））
- 東京大学 名誉教授（1990年（平成2年））
- ヘネシー・ルイヴィトン賞（1993年（平成5年））
- 高分子科学功績賞（高分子学会、1995年（平成7年））
- 紫綬褒章（1995年（平成7年））
- HFSP10周年記念賞（1998年（平成10年））
- 勲二等瑞宝章（2002年（平成14年））[6]
- 横浜文化賞（2003年（平成15年））
- 理化学研究所 名誉研究員（2009年（平成21年））
- お茶の水女子大学 名誉学友（2009年（平成21年））
- The OSC Award (Omics Science Center, RIKEN,　2011年（平成23年）)[7]

## 著書
- 『物理学は越境する―ゲノムへの道』岩波書店（2005年）
- 『生体高分子』岩波書店（1966年）
- D.E.リリエンソール『TVA―総合開発の歴史的実験』和田小六と共訳、岩波書店（1978年）
- 『生命とは？物質か！―サイエンスを知れば百考して危うからず』オーム社（2008年）
- 『理系にあって、文系にない｢シンプル思考法」』三笠書房（2011年）
- 『サイエンス思考──「知識」を「理解」に変える実践的方法論』ウェッジ（2015年）
- 『木戸侯爵家の系譜と伝統　和田昭允談話』尚友ブックレット：芙蓉書房出版（2020年）
尚友倶楽部史料調査室・伊藤隆・塚田安芸子編

## 論文・評論の一部
- 和田昭允『物質と生命の際を越えて』　一般財団法人統計研究会編｢学際｣“ZERO”号　MAY2015
- 和田昭允『若い頭脳の活躍の場は無数にある！』　国立教育政策研究所編・日本物理学会キャリア支援センター編『ポスト・ドクター問題‐科学技術人材のキャリア形成と展望‐』4.3　世界思想社 （2009年）
- 和田昭允『横浜サイエンスフロンティア高校の挑戦』（「科学としての科学教育」研究会報告）素粒子論研究 117(4)19-27 （2009年）
- 和田昭允『科学技術日本に向けてのサイエンス高校のチャレンジ』　科学技術振興機構　サイエンスポータル「オピニオン」 （2010年）  scienceportal.jp › オピニオン
- 和田昭允『ライフサイエンス発展の要諦―大量計測・解析の意義と分野間連携』　科学80(1)岩波書店 （2010年）
- 和田昭允『ある市民の願い：日本人が世界に胸を張れる研究をして下さい』科学［ウェブ広場］(第2回)  （2010年9月9日）
- 和田昭允『同じ探究精神の発露だ - 高い視点と広い視野でみた『科学』と『技術』』科学技術振興機構　サイエンスポータル「オピニオン」（2010年）  scienceportal.jp › オピニオン
- 和田昭允『ファミリーとしての都留重人―義弟が見た６８年』: 『回想の都留重人―資本主義、社会主義、そして環境』　尾高煌之助、西沢保編  勁草書房（2010年）
- 和田昭允『精神文化としてのサイエンス』：『科学技術と知の精神文化II』第3章. 社会技術研究開発センター編　丸善プラネット（2011年）
- 和田昭允『“想定外”と今後のエネルギー開発』科学技術振興機構　サイエンスポータル「オピニオン」（2011年） scienceportal.jp › オピニオン
- 和田昭允『趣味としての戦略論』: 近畿化学工業界機関誌「きんか」Vol.63, No.10,p1 （2011年）
- 和田昭允『22世紀の物理学を考える――サイエンス連邦の“リーダー”として，人類に希望を与える物理学』 パリティ　2012年1月特大号
- 和田昭允　日本経済新聞（夕刊）『あすへの話題』（2012年1月 - 6月）google<あすへの話題＠YSFH>
- 和田昭允　日経産業新聞『テクノオンライン』（2012年7月 - ）google<technoonline＠YSFH>
- 和田昭允　神奈川新聞 『サイエンス教育応援を』（2014年11月24日）
- 和田昭允　神奈川新聞『サイエンスフロンティア高校―横浜市民誇りのために』（2015年2月2日）
- 和田昭允　『物質と生命の際を越えて』「学際」MAY2015　統計研究会編（2015年）
- Long range homogeneity of physical stability in double-stranded DNA. A. Wada, H. Tachibana, O. Gotoh and M. Takanami Nature 263, 439－440 （1976年）
- Melting fine structure of DNA fragments of known base sequence from φX174. A. Wada, H. Tachibana, S. Ueno, Y. Husimi and Y. Machida Nature 269, 352 （1977年）
- Nature of the Charge Distribution in Proteins. A. Wada and H. Nakamura Nature 293, 757－758 （1981年）
- Automated High-speed DNA sequencing. A. Wada Nature 325, 771－772 （1987年）
- One step from chemical automations Akiyoshi Wada Nature 257, 633 （1975年）
- What frontiers for Frontier? Akiyoshi Wada Nature 357:356（1992年）
- A space-time slide rule Akiyoshi Wada Nature 373, No.6512（1995年）

## 伝記・関連記事
- 岸宣人著「ゲノム敗北」（ダイヤモンド社、2004年）
- 石田雅彦著「遺伝子･ゲノム最前線」（扶桑社、2002年）
- 「夫婦の情景」（週刊朝日、2005年2月4日）
- NEインタビュー「サイエンスを使いこなす人材を育てたい」（日経エレクトロニクス、2008年3月24日）
- 菅聖子著｢子どもが幸せになる学校――横浜サイエンスフロンティア高校の挑戦」（ウェッジ社、2010年）
- David Cyranoski「READING, WRITING AND NANOFABLICATION」Nature 460 171 - 172（2009年）
- Robert Cook-Deegan 「The Genome Wars - Science, Politics, and the Human Genome」W.W.Norton & Company. New York （1994年）
- R.クック ディーガン著、石館宇夫、石館康平訳「ジーン・ウォーズ」（化学同人、1996年）
- 尚友ブックレット25「吉川重吉自叙伝」（一般社団法人尚友倶楽部、2013年）
- 寺内かえで・田村倫子「ヒトゲノムプロジェクト－その技術と政治」（広島工業大学紀要研究編　第42巻、2008年　pp. 237 - 245）
- 野中郁次郎 「成功の本質」　リクルートワークス研究所「Works 126号」野村郁次郎の成功の本質 (PDF, 1.82 MB)
- 斉藤修「第三次「学際」の刊行に当たって」（「学際」MAY2015　統計研究会編、2015年）
- 日本経済新聞「科学技術ニッポンの歩み」（2015年12月27日）
- 「木戸侯爵家の系譜と伝統――和田昭允談話」（尚友ブックレット36：尚友倶楽部・伊藤隆・塚田安芸子 編、芙蓉書房出版、2020年）